# James Abercrombie (Politiker)

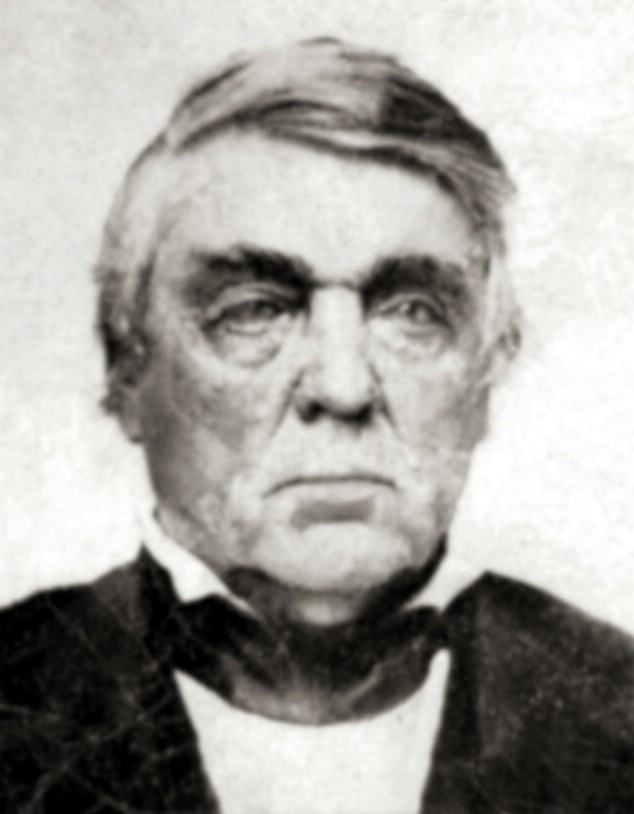
James Abercrombie

James Abercrombie (* 18. Februar 1792 im Hancock County, Georgia; † 2. Juli 1861 in Pensacola, Escambia County, Florida) war ein US-amerikanischer Rechtsanwalt und Politiker (Whig Party).

## Werdegang
James Abercrombie besuchte eine Gemeinschaftsschule. Er zog um 1812 nach Alabama, wo er sich zuerst in Monroe (heute Dallas) County und 1819 in Montgomery County niederließ. Während des Britisch-Amerikanischen Krieges diente er als Corporal in Major F. Freemans Schwadron der Georgia Kavallerie. Er studierte Jura. Abercrombie war 1820–1822, 1824–1825 und 1838–1839 Mitglied im Repräsentantenhaus von Alabama sowie 1825–1833 und  1847–1850 Mitglied im Senat von Alabama. Während dieser Zeit war er Captain in der Alabama Miliz und kommandierte 1825 die Kavallerie bei der Begrüßung von General Lafayette. Er zog 1834 nach Russell County.
Abercrombie wurde in den 32. US-Kongress gewählt, wo er vom 4. März 1851 bis zum 3. März 1855 tätig war. Er entschied sich 1854 gegen eine erneute Kandidatur für den US-Kongress. 1856 zog er nach Florida, wo er als staatlicher Ziegellieferant tätig war. Er war Sklavenhalter.
James Abercrombie starb 1861 in Pensacola (Florida), sein Leichnam wurde nach Columbus (Georgia) überführt, wo er auf dem Linwood Cemetery beigesetzt wurde.